# Enrejillado
Los enrejillados son estímulos comúnmente usados en percepción visual. Se caracterizan por variar en alguna variable de manera periódica a lo largo de una dimensión, siendo el enrejillado más común el enrejillado que varía su brillo siguiendo una función sinusoidal.

## Interés teórico
Los enrejillados son teóricamente interesantes para las ciencias de la visión porque son estímulos fáciles de producir (un enrejillado sinusoidal posee fase, amplitud y frecuencia) y que son discretos en el espacio de Fourier. Pueden producir percepción del movimiento cambiando su fase con el tiempo.